# Re-Volt
Re-Volt je závodní videohra s RC auty vydaná společností Acclaim Entertainment roku 1999. Hra byla vydána pro PlayStation, Microsoft Windows, Nintendo 64 a Dreamcast, pokračování RC Revenge bylo vydáno pro PlayStation a vylepšený port RC Revenge Pro vyšel pro PlayStation 2.
PC verze hry obsahuje 28 základních aut a 14 tratí zahrnujících kaskadérskou arénu s možností volného pohybu po mapě. Auta jsou obsažena ve třech variantách; electrické, glow (spalovací) a speciální. Hráči mohou být na základě svých schopností zařazeni do různých kategorií, takže mohou závodit s auty podobných schopností. Tyto schopnosti jsou členěny na kategorie: Rookie, Amateur, Advanced, Semi-Pro a Pro. Tratě jsou rovněž kategorizovány na základě jejich obtížnosti. Tyto kategorie jsou: Easy, Medium, Hard a Extreme. Nová auta a tratě jsou zpřístupňovány na základě úspěchů v herním turnajovém módu.